# キャップ・コンフォーター
キャップ・コンフォーター（英: cap comforter）は、イギリス陸軍が採用していたウール製の帽子である。
材質はウールニットである。円筒形をしており、片方または両方の端が縫い留められている。通常、片方の端を畳んでニット帽として着用するか、畳まずショートスカーフのように頭に巻きつけて着用した。キャップ・コンフォーターの上にブロディヘルメットを着用することもできた。折り目を付けずに折り畳み収納することも容易だった。

## 歴史
キャップ・コンフォーターは、19世紀末に営内の軽作業に用いる非公式な作業帽として使われ始め、その軽便さのため、戦闘帽としても着用されるようになった。

### 第一次世界大戦

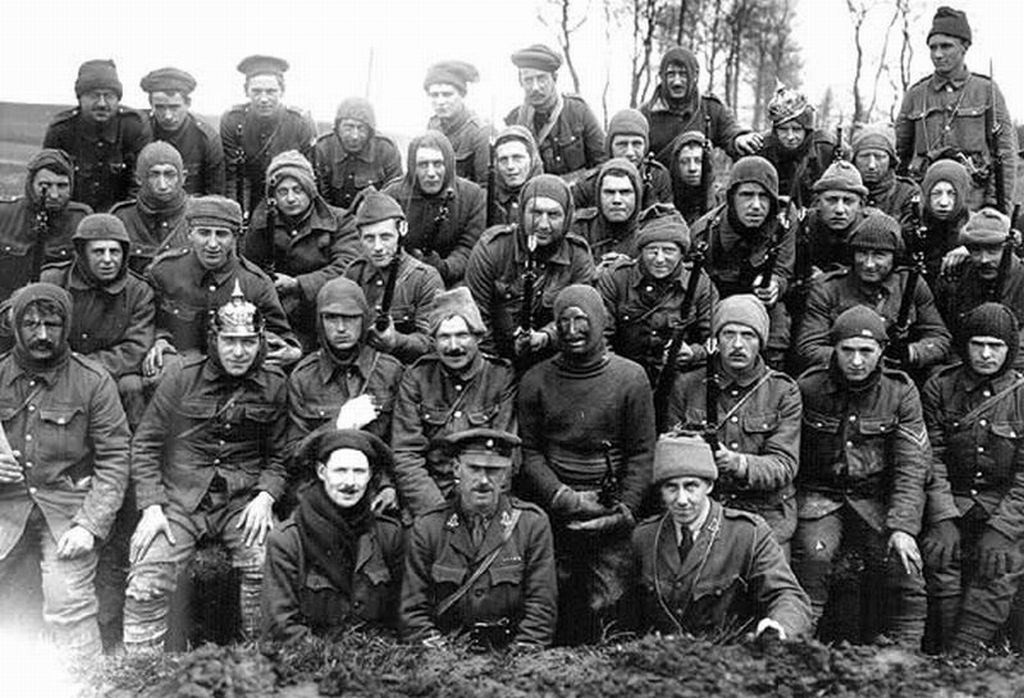
塹壕襲撃班の兵士ら。様々な方法でキャップ・コンフォーターを着用している（1916年）

第一次世界大戦中、キャップ・コンフォーターは制帽の代用品として着用された。寒さが厳しい冬の塹壕においても、耳を覆うように引き下げて被ることが可能だったためである。また、シルエットが目立たないことから、夜間の塹壕襲撃の際にも着用された。

### 第二次世界大戦
第二次世界大戦中、キャップ・コンフォーターはイギリス陸軍の多くの連隊で着用された。特に訓練や軽作業の際に用いられることが多かった。

#### コマンドス

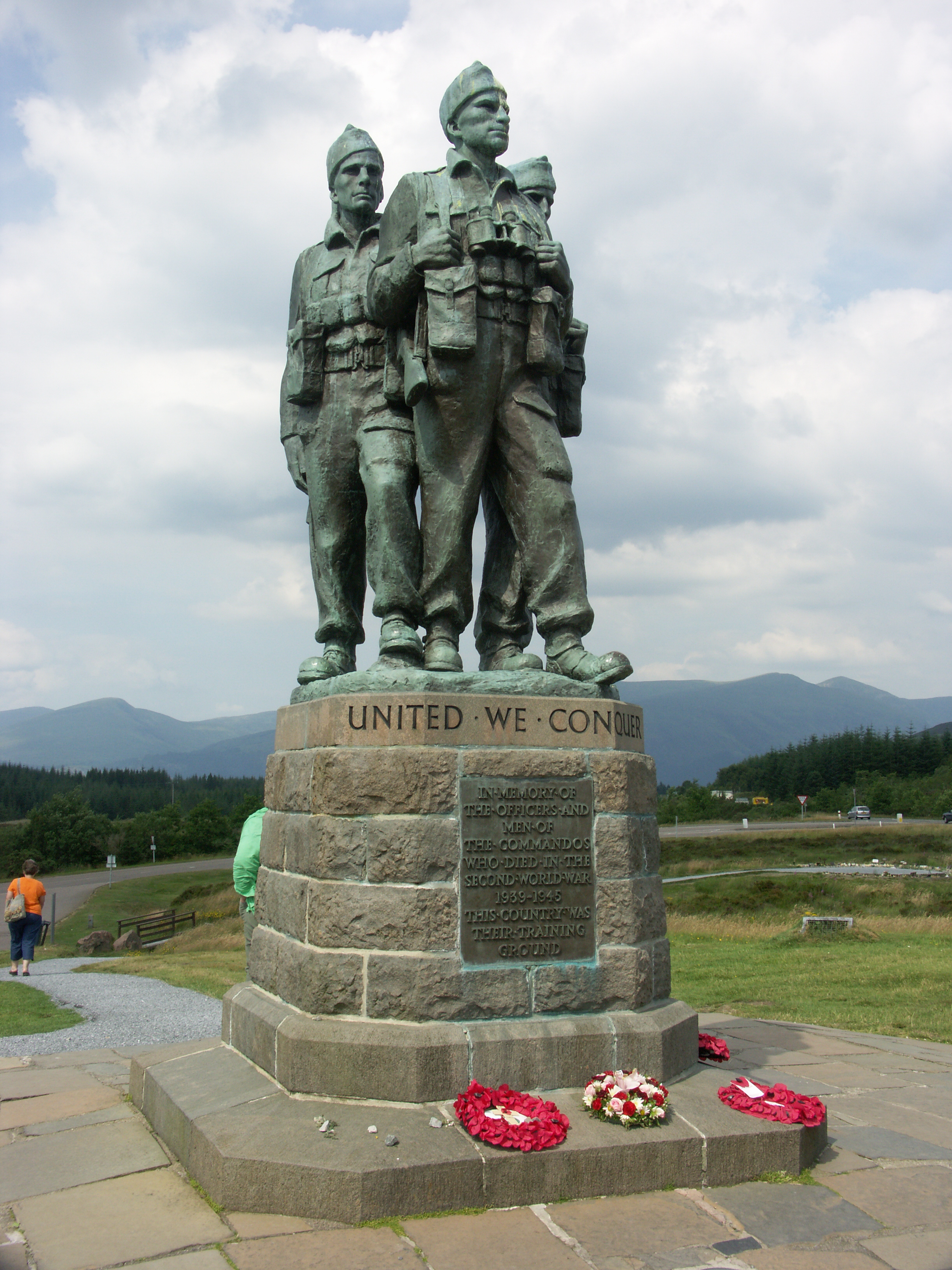
コマンドス記念碑。キャップ・コンフォーターを着用した3人の隊員を象っている

ブリティッシュ・コマンドスは、イギリス軍人だけではなく、他の連合国出身者も参加した多国籍部隊であり、各隊員が原隊から引き継いだ様々な帽子が着用されていた。これを統一するべく、各コマンド部隊において個別に制帽が制定されることとなった。例えば、第1コマンド部隊では、王立機甲軍団の制帽に範をとり、緑色のベレー帽が採用された。第2コマンド部隊および第9コマンド部隊では、スコットランド風のタム・オシャンター帽が採用された。第4コマンド部隊やディエップ襲撃時の米陸軍レンジャーなど、その他の部隊においては、既存の連隊や国家の伝統と関連を持たなかったため、キャップ・コンフォーターが制帽として採用された。
1942年秋、戦争省は緑色のベレー帽をコマンドスの制帽と定めた。しかし、既に多くの隊員が愛用していたこともあり、キャップ・コンフォーターは以後も引き続き使用された。

### 第二次世界大戦後
戦後、イギリス陸軍はウォーマー（Warmers）として知られる防寒具を採用し、キャップ・コンフォーターを置き換えた。これは、ドイツ国防軍が用いた防寒具と同型のものである。ウォーマーは端が縫われていないため、バラクラバのように着用することもできる。一方、コマンドスの伝統を受け継ぐ部隊においては、象徴的な装備として用いられる場合もある。イギリス海兵隊やオランダ陸軍コマンド軍団では、コマンド教育課程に参加する訓練兵はキャップ・コンフォーターを着用し、これの修了を以ってコマンドスの象徴である緑色のベレー帽を着用する権利を得るのである。